# Fergie Fiókái

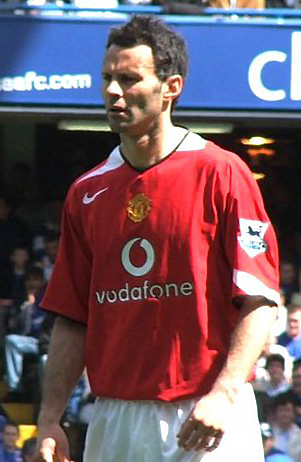
Ryan Giggs, Alex Ferguson saját nevelésű sikercsapatának egyik legismertebb tagja.

A Fergie Fiókái (Fergie's Fledglings) a Manchester United Alex Ferguson - akit gyakran becéztek Fergie-nek - által vezetett csapatának beceneve volt az 1990-es években. A kifejezés alliterje a Busby Bébik kifejezésnek, amely a klub egy másik legendás korszakának csapatát jelöli az 1950-es évekből és amelynek Matt Busby és Jimmy Murphy voltak az edzői.

## Az 1980-as évek
A Fergie Fiókái kifejezést a médiában használták először az 1988-89-es szezonban, arra a saját nevelésű játékosokból álló csoportra, akik Alex Ferguson vezetése alatt mutatkoztak be az első csapatban. A csapatnak, amely megnyerte az 1986-os FA Youth Cup-ot, tagja volt többek közt Lee Martin, Tony Gill és David Wilson, valamint a fiatalabbak közül például Russell Beardsmore, Mark Robins és Deiniol Graham, de volt arra is példa, hogy fiatalon igazolt egy-egy játékos a Unitedhez, így például Lee Sharpe (Torquay United) és Giuliano Maiorana (Histon).
Beardsmore és Robins több mint 50 alkalommal lépett pályára a csapatban, de nem tudtak stabil csapattaggá válni. Robins az 1990-es FA-kupa harmadik fordulójában győztes gólt ért el a Nottingham Forest ellen. Erről a gólról mindmáig úgy tartják, hogy megmentette Ferguson állását, hiszen ekkor a skót menedzser negyedik éve ült a kispadon, a bajnokságban pedig a kiesés elől menekült a klub és nem nyert egy nagy trófeát sem.
A felsorolt játékosok közül csak Martin és Sharpe mondhatja el magáról, hogy több mint 100 mérkőzésen szerepelt a Manchester Unitedben és jelentősen hozzájárult Ferguson első trófeáihoz - az 1990-es FA-kupa és az 1991-es kupagyőztesek Európa-kupája - bár Robins is részt vett mindkét sikerben. Sharpe az 1993-94-es évad végéig három trófeát nyert a klubbal és 1996 augusztusában a Fiókák legsikeresebbjeként igazolt el a Leeds Unitedhez, 1991-ben pedig az év fiatal játékosának választották.
Robins volt az egyetlen aki nagyobb sikert ért el más klubbal is. 1992-ben 15 gólt szerzett a Norwich City-ben és harmadik lett csapatával a Premier League-ben, valamint a Leicester City-vel Ligakupát nyert.   

## Az 1990-es évek

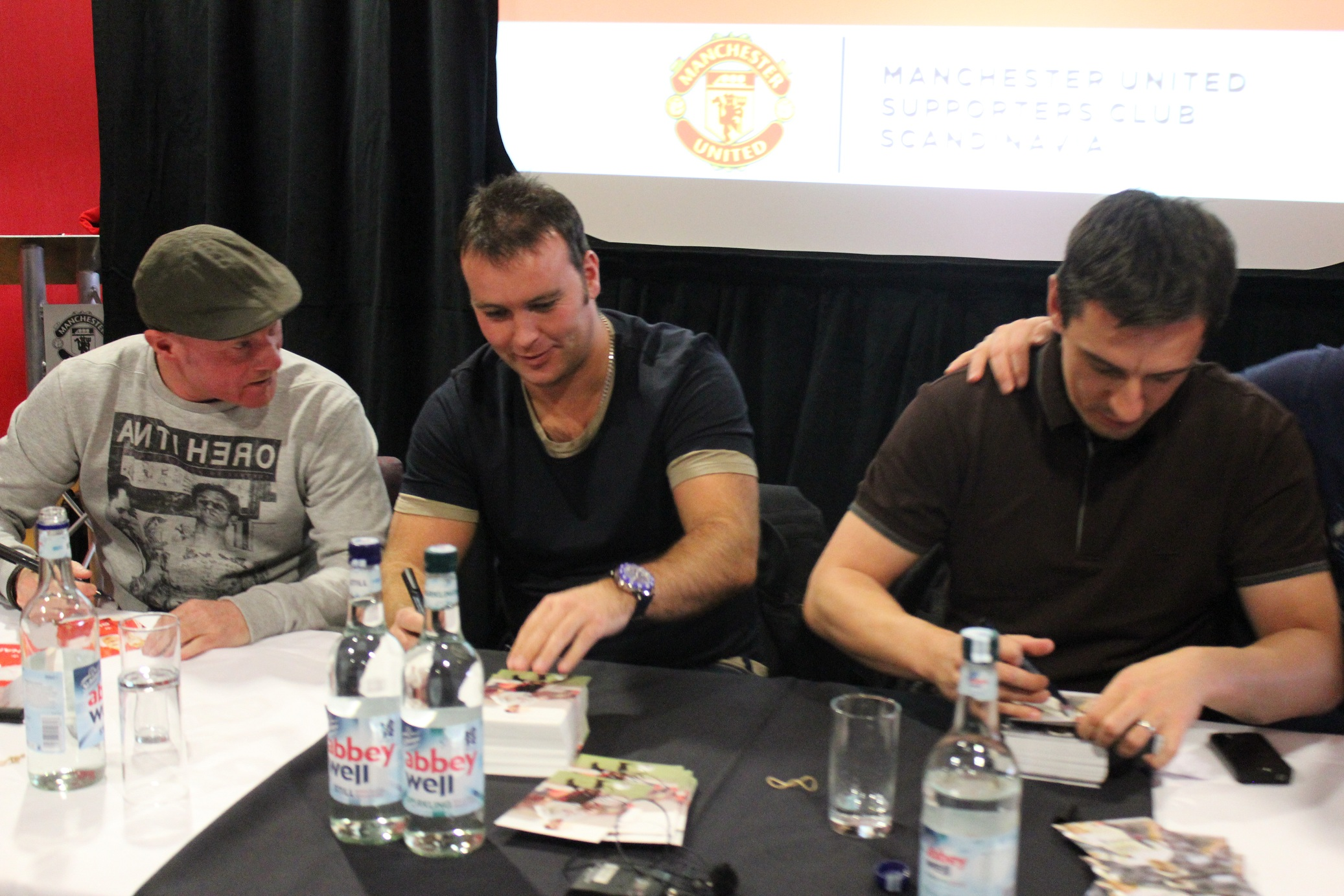
George Switzer, Ben Thornley és Gary Neville

A fiatalok második hulláma az 1990-es évek elején és közepén jelent meg a Manchester Unitedben. Ez a generáció igazi sikercsapat lett, így méltó módon állva az összehasonlítást a Busby Bébikkel. A csapat túlnyomó része fiatal korától a Manchester United akadémiáján nevelkedett, túlnyomó részt 14 évesen aláírva első szerződését a klubbal. Az 1992-es Youth Cup-győztes csapat tagja volt David Beckham, Nicky Butt, Ryan Giggs és Gary Neville. A felnőttek közt még az egy évvel fiatalabb Paul Scholes és az 1995-ös Youth Cup-győztes csapat tagja, Phil Neville ért el jelentős sikereket.
A "Fergie Fiókái" kifejezés az 1995-96-os évek során újra használatba került, miután Ferguson az első csapatban is nagyrészt ezeket a játékosokat játszatta. Az Aston Villa 3-1-es megnyert bajnokit Alan Hansen úgy kommentálta, hogy "Soha nem nyerhetsz semmit gyerekekkel". A 24 éves átlagéletkorú csapat abban az évben tíz pontos előnnyel vezette karácsonykor a bajnoki tabellát, az idény végén pedig bajnoki címet szerzett. Ezt követte az 1-0-s győzelem a Liverpool ellen az FA-kupa döntőjében. A csapat legnagyobb sikere az 1999-es Tripla, amit a klub történetében sem előtte sem azóta sem sikerült véghezvinni vagy megismételni.
A sokak által '92-es osztálynak hívott generáció tagjai közül később többen elhagyták a klubot. David Bechkham 2004-ben a Real Madridhoz igazolt, majd Nicky Butt és Phil Neville is más csapatban folytatta pályafutását. Butt visszavonulását követően az edzői stáb tagja lett.
Gary Neville a karrierje hátralévő részében maradt a Unitednél, és Roy Keane távozását követően 2005-ben a csapatkapitányi tisztségét is betöltötte, mielőtt a sérülések jelentősen csökkentették esélyét a pályára lépésre, hogy aztán 2011 februárjában befejezze pályafutását. A bejelentést követően Sir Alex Ferguson Neuville-t generációjának legnagyobb jobb oldali védőjeként jellemezte. Ami a hátvédeket illeti, csak Bill Foulkes szerepelt a klubnál nála több mérkőzésen. Neville 2011-ben a klubért tett szolgálataiért kitüntetést kapott, csak úgy, mint Beckham, Giggs, Scholes, Butt és Phil Neville.
Ryan Giggs és Paul Scholes egész pályafutásukat a csapatnál töltötték. Scholes a 2010-11-es szezon végén visszavonult, és továbbra is a klubban maradt ifjúsági edző, de 2012 januárjában visszatért a játéktérre a szezon végéig. Giggs több trófeát nyert a klubbal, mint bármely más játékos a futballtörténelemben. A 2008-as Bajnokok Ligája döntőben ő lett a klub történetének legfoglalkoztatottabb játékosa. Visszavonulása utána csapat vezérigazgatója, rövid ideig megbízott edzője lett, de 2016 nyarán távozott a klubtól.

## Fergie Fiókáinak listája

### 1980-as évek
- Russell Beardsmore
- Tony Gill
- Deiniol Graham
- Jules Maiorana
- Lee Martin
- Mark Robins
- Lee Sharpe
- David Wilson
- Clayton Blackmore

### 1990-es évek
- David Beckham
- Wes Brown
- Nicky Butt
- Chris Casper
- Terry Cooke
- Simon Davies
- Adrian Doherty
- Ryan Giggs
- Keith Gillespie
- Pat McGibbon
- Colin McKee
- Gary Neville
- Phil Neville
- John O’Kane
- Kevin Pilkington
- Robbie Savage
- Paul Scholes
- George Switzer
- Ben Thornley
- Michael Twiss

### 2000-es évek
- John O’Shea
- Darren Fletcher
- Jonny Evans
- Tom Cleverley
- Danny Welbeck

## A popkultúrában
Az 1990-es évek sikercsapatáról 2013-ban dokumentumfilmet készítettek A '92-es osztály címmel.

## Lásd még
- Busby Bébik